# غويلرمو سانشيز توريس
غويلرمو سانشيز توريس (بالإسبانية: Guillermo Sánchez Torres)‏ هو سياسي مكسيكي، ولد في 25 يونيو 1959 في مدينة مكسيكو في المكسيك. حزبياً، نشط في حزب الثورة الديمقراطية. وقد انتخب عضو مجلس النواب المكسيك.